# Plato Divorak
Paulo Alexandre Paixão de Oliveira, mais conhecido como Plato Divorak (Santa Rosa, 1966) é um cantor, compositor e artista visual brasileiro.

## Carreira
Fixando-se em Porto Alegre, participou de diversas bandas, como Off, Os Jaquetas, Valentine Ray-o-Vac, Père Lachaise, Lovecraft, Momento 68, Plato Divorak & Clepsidras, Os Sha-Zams, Plato e Os Analógicos, e Plato e Os Exciters, além do duo Frank & Plato, com Frank Jorge. Seu estilo musical é eclético e experimental, incorporando elementos do rock, bossa nova, punk, soul, pop, tropicalismo, psicodelismo e outras influências. Fez shows em vários estados do Brasil, foi o organizador do festival Montehey Popstock e manteve o selo Krakatoa Records, que divulgou o trabalho de muitas bandas independentes da década de 1990.
É considerado um ícone da cena underground e da psicodelia no estado do Rio Grande do Sul. Carlos Eduardo Miranda o chamou de "lendário", e Carlos Gerbase disse: "Acredito que Syd Barrett não morreu, se mudou para Porto Alegre e hoje atende pela alcunha de Plato Divorak". Mateus Kuschick o citou também como uma referência no campo dos  estilos híbridos centrados no suingue, balanço e samba-rock. Recebeu vários votos na escolha da lista "Os 10 Melhores do Rock Gaúcho" da Revista Aplauso, elaborada por 50 músicos e especialistas renomados.
Em 2022 o Museu do Trabalho apresentou uma retrospectiva documental da sua carreira, intitulada Zênite Rock — Psicodelay de Plato Divorak. Segundo a apresentação do museu, a exposição traz "desenhos, colagens, pinturas, convites, HQs, artes de discos, cartazes e zines, tudo com a pegada psicodélica que reflete a produção musical do artista. A exposição também conta com vídeos, cartas íntimas e bilhetes enviados pelo artista aos seus colaboradores e afetos, na sua caligrafia única e inclui desenhos desde a infância até os dias atuais, que mostram a linha do tempo e a importância de suas criações como artista visual". Para a curadora Joana Alencastro, "Plato é um multiartista de trajetória brilhante, um verdadeiro mensageiro da psicodelia em Porto Alegre".
Ao mesmo tempo foi anunciado o lançamento do álbum Space Fusion Wallpaper, um tributo ao artista, com músicas de sua autoria gravadas por mais de 25 bandas de várias partes do Brasil, incluindo De Amor, Modulares, Irmãos Panarotto, Watson, Os The Darma Lóvers, Bidê ou Balde, Superguidis e Os Replicantes.
Para o jornalista e historiador do rock Cristiano Bastos, "Plato Divorak é figura fundamental do rock porto-alegrense. Iniciada em 1988, a trajetória de Plato, após mais de 30 anos (sem que sua prolífica produção tenha tido descanso), segue firme até hoje. Suas bandas Lovecraft, Père Lachaise, Frank & Plato, Os Analógicos, Os Sha-Zams e Os Exciters, assim como sua contribuição para a produção cultural da cidade, com o selo Krakatoa Records e o Montehey Popstock Festival, são marcos da nossa história underground".
Evandro Martins, da banda Laranja Freak, disse que "eu admiro muito o Plato Divorak. Primeiramente, porque ele é criativo, talentoso, uma referência no rock gaúcho. Segundo, porque ele é um cara que fez o undeground de Porto Alegre se mexer. Ele organizou um puta festival com o dinheiro do próprio bolso, que foram as 3 edições do Montehey Popstock. Saiu com prejuízo, mas saiu feliz, com o sentimento de dever cumprido. Criou a Krakatoa Records, que lançava não só seus discos, mas como boa parte das bandas dos anos 1990 de Porto Alegre. Muitas coisas boas e incríveis que ouvi foi através dos lançamentos da Krakatoa. E sempre deu força a todas as bandas que admirava.
Na opinião do pesquisador Felipe Gue Martini, "a história da cena musical do Bom Fim anos 1990 está incompleta sem Plato Divorak e suas bandas (Lovecraft, Exciters, Sha-Zams, entre outras). Trata-se de um personagem que caracteriza uma estética e sintetiza um movimento cultural. [...] Plato é uma alegoria de eventos dúbios: a personalidade rockstar, os sucessos de crítica em vários momentos, turnês nacionais, convivendo com ostracismo e esquecimento frente aos movimentos de sua época: o punk rock anos 1980, o rock gaúcho, o indie rock porto-alegrense. [...] Em seus  trajes  psicodélicos, parece habitar um espaço-tempo peculiar, conectando tropicália, beat, vanguarda, dadaísmo e bossa nova".

## Discografia
Tem vários álbuns em sua carreira:
- Lovecraft - Lovecraft (1996, CD)
- Momento 68 - Onde Estão Suas Canções? (1999, cassete)
- Plato Divorak - Platossaurus Erectus (2001, CD-R)
- Père Lachaise - Do Zero ao Infinito (2003, CD-R)
- Frank & Plato - Amnésia Global (2003, CD-R)
- Plato Divorak - Calendário da Imaginação (2005, CD)
- Plato Divorak - Besta Luminosa (2007, CD-R)
- Platodelic - High Times Transcendental (2011, CD-R/streaming)
- Plato Divorak & Os Exciters - Plato Divorak & Os Exciters (2011, CD-R)
- Plato Divorak (2016, compacto vinil)
- Plato Divorak - Space Fusion Wallpaper

Adriane Perin destacou em sua discografia o segundo álbum solo, Calendário da Imaginação, lançado pela gravadora Baratos Afins, que fez um resumo da sua produção dos dez anos anteriores. O álbum Plato Divorak & Os Exciters ficou em 68º lugar no projeto 100 Grandes Álbuns do Rock Gaúcho, organizado por Rafael Cony e Cristiano Bastos. A lista de selecionados foi definida pelos votos de cem jurados ligados à área cultural, entre músicos, radialistas, produtores e jornalistas. O projeto deu lugar a um festival e a um livro.